# 呼吸系統
呼吸系统（英語：respiratory system）指生物体内将呼吸气吸入体内并进行气体交换的系统。在人类和其他哺乳动物体内中，呼吸系统包括呼吸道、肺和呼吸肌。氧气与二氧化碳在呼吸系统里通过扩散作用在外环境与血液中进行被动交换，气体交换过程发生在肺腔内。其他动物如昆虫的呼吸系统功能非常简单，对于两栖动物而言，他们的皮肤甚至也对气体交换非常重要。植物也有呼吸構造，植物叶片背面的气孔结构也可使其得到氧氣進行呼吸作用。

## 比较解剖学和生理学

### 马
馬是专性鼻呼吸动物，这意味着马和其他哺乳动物不同，他们只能通过鼻子将氧气吸入体内，而不像其他动物可以使用嘴来进行呼吸。

### 大象
大象是已知的唯一一种没有胸膜腔的动物，但是他们肺部周围的壁胸膜和脏胸膜之间存在疏松的结缔组织。由于缺乏胸膜腔，以及异常厚的横膈膜，使得大象通过长期的进化可以潜入水下较长时间，因为他们的鼻子可以当作水下通气管来使用。

### 鸟类
鳥類的呼吸系统與哺乳動物的呼吸系统存在著較大區别，他們的呼吸系统裡存在著如氣囊之類的特殊結構。由於鳥類缺乏横膈膜和胸膜腔結構，使得他們的肺無法進行膨脹。氣體交换發生在肺毛细管與毛细血管之間，而哺乳動物的氣體交換則發生在肺泡與肺微血管之間。

### 爬行动物
爬行动物肺部的解剖学结构要比哺乳动物的简单，他们缺少了如哺乳动物肺部所拥有的广泛的支气管树结构。虽然爬行动物的气体交换过程一样发生在肺泡中，但是他们没有横膈膜结构，因此除龟以外的爬行动物靠肋间肌的收缩来改变体腔的体积，以便吸入空气。龟类则是通过肋间肌的收缩来控制空气的吸入与排出。

### 两栖动物
两栖动物同时使用肺与皮肤进行呼吸，他们的皮肤分布有非常丰富的血管并且潮湿，特殊的细胞分泌出粘液来保持皮肤的湿润。由于两栖动物更多靠肺来进行呼吸调控，因此皮肤的主要作用已经变为辅助气体交换，特别是当两栖动物在富氧的水环境中，皮肤便可以辅助其进行呼吸。

### 鱼类
大多数鱼类通过腮进行呼吸，但是肺鱼类动物会拥有一到两个肺，而攀鲈亚目鱼类已经进化出了一个特殊器官，这个特殊器官允许他们可以利用空气中的氧气进行呼吸。

## 无脊椎动物的解剖学结构

### 昆虫
大部分昆虫都通过其外骨骼上的气门进行呼吸，吸入的空气通过其体内许多微小的管道到达体内各处，直径较大的管道称为“气管”，直径较小的称为“微气管”。这种气体扩散方式在短距离气体运输上比较有效，而长距离则不是十分有效，这也是为什么昆虫大多都很小的原因之一。例如類似昆蟲的弹尾目與有些昆虫没有上述的管道，他们直接透过皮肤通过气体扩散的方式进行呼吸。
不同昆虫用于呼吸的气孔的数量也不同，但是他们总是成对出现，并且身体的每一环节出现一组。有一些双尾目昆虫拥有11对气孔，其中有4对位于胸部，但是大多数昆虫的早期形态（比如蜻蜓和蝗虫）都是两对胸部气门和8对腹部气门，但是现今存在的大多数昆虫的气孔数量都较少。
昆虫体内所需的氧气主要是通过微气管扩散进入各组织和细胞中的，由于器官周围的组织存在渗透膜，气管中常充满液体。当组织活动时，肌肉细胞中增多的乳酸会使细胞中水含量降低，导致水势的降低，外部液体就会通过渗透作用回到细胞中，同时新鲜的空气便会更加接近肌肉细胞。此时扩散途径会被削弱，气体则可以更容易被运输。
人们曾经认为昆虫与外环境通过简单扩散方式与外界连续不断地进行气体交换，通过微气管将气体送入体内。但是最近的研究表明不同的昆虫呼吸方式也存在着很大的不同。有一些小型昆虫进行着连续不断地呼吸，并且不能通过肌肉来控制气孔，但是也有一些昆虫拥有周期性的气体交换模式，他们利用腹部的肌肉收缩来调节气管的收缩与舒张来进行呼吸，同时还可以降低在空气中水分的流失。这种呼吸方式的一个极端例子是不连续气体交换循环（缩写DGC）。

### 软体动物
软体动物通常都通过腮从周围的水环境中获得氧气。这些生物还拥有心脏进行泵血，软体动物的血液含有血蓝蛋白并可以获得氧分子，进而将氧气输送至体内各处。由此可见他们的呼吸系统与脊椎动物鱼较为类似。
腹足动物的呼吸系统可能是腮或者肺。

## 哺乳动物生理学

### 人類呼吸系統
1. 呼吸器官：鼻、咽、喉、氣管、支氣管、肺

### 肺通气量
在呼吸生理学中，肺通气量用来描述出入肺的气体量。以下表格展示了不同的定义：
| 量度           | 计算公式                                                | 描述                                                   |
| -------------- | ------------------------------------------------------- | ------------------------------------------------------ |
| 每分通气量     | 潮气量 {\displaystyle \times } 呼吸频率                 | 每分钟内吸入或呼出肺的总气体量                         |
| 肺泡通气量     | （潮气量 - 无效腔气量）{\displaystyle \times } 呼吸频率 | 静息状态下单位时间内进入肺泡的新鲜空气量               |
| 解剖死腔通气量 | 解剖死腔量 {\displaystyle \times } 呼吸频率             | 口腔到呼吸性细支气管这部分呼吸道内不参与气体交换的气量 |

#### 控制
换气受到自主神经系统的控制，具体是由脑干、延髓和脑桥控制，这几个区域形成了呼吸控制中心，低位脑干与中位脑干的相关细胞可以调控呼吸动作。呼吸中枢可以分为腹侧呼吸组、背侧呼吸组、长吸中枢和呼吸调节中枢。呼吸控制中心在婴儿时期非常敏感，如果婴儿坠地或者被暴力摇晃后可能会使这一区域受损，可能会导致摇晃婴儿综合症。
当血液中的二氧化碳含量升高时，颈动脉和主动脉的外周化学感受器以及骨髓的中枢化学感受器会感受到升高的信号，进而提升呼吸频率。运动也会肌肉运动知觉的动作、体温的升高、肾上腺素的释放和来自大脑的运动冲动使得呼吸频率得到提高。同时运动还能够提高肺活量。

##### 吸入
空气的吸入是受横膈膜控制的，并由肋间外肌进行支撑。静息状态下呼吸次数一般为每分钟10—18次，每次之间相隔2秒。在强烈呼吸时（每分钟超过35次）或者发生呼吸衰竭时，呼吸辅助肌也会参与协助呼吸。呼吸辅助肌包括颈部的胸锁乳突肌、颈阔肌和斜角肌。除此之外，背阔肌和胸肌也属于呼吸辅助肌。
在正常情况下，主要是由横膈膜驱动空气的吸入。当横膈膜收缩，肋骨扩张，腹部内的组织器官等便会向下移动，这会导致胸腔量变大，并且在胸部形成负压（相对于大气压而言），最终使得气体进入体内。在氣體被吸入到进入肺部的过程中，氣體会被過濾，加温并加湿。
在进行深呼吸等的强制吸气时，肋间外肌与其他呼吸辅助肌会协助扩张胸腔的容积，同时横膈膜也会相应地收缩。

##### 呼出
气体的呼出通常是一个被动的过程，但无论是主动还是被动的过程，气体的呼出都是通过腹部与肋间内肌的控制完成的，在这个过程中气体会被强制排出或者放出。
肺具有天然的弹性，它可以在吸入气体后进行收缩，肺部的气体便会被排出，直到胸内的气压與大气压达到平衡为止。
当进行吹蜡烛等需要强制排出气体的时候，包括腹部肌肉和肋间内肌在内的呼吸肌会在腹部和胸部产生压力，迫使气体从肺部被排出。

### 氣體交換
呼吸系統的主要功能是讓生物體的循環系統和外界進行氣體交換。對人類和其他哺乳動物而言，氣體交換包括血液中的氧合作用，以及去除循環系統中的二氧化碳及其他氣態的代谢性废物。氣體交換時，身體也會達到酸鹼的體內平衡。若無法進行氣體交換，可能會出現二種極端的情形：會威脅生命的呼吸性酸中毒，以及呼吸性鹼中毒。
當吸氣後，會在肺泡進行氣體交換，肺泡是肺部的微小囊泡，是肺部的基本功能元件。肺泡壁非常的薄，約0.2μm。肺泡壁是由單層的上皮細胞（第一型及第二型上皮細胞）組成，靠近由單層內皮組成的毛細管。二類細胞接近，因此可以讓氣體流通，也就是氣體交換。氣體交換的機制是由於壓強差而產生的簡單現象。當肺部的壓強較高時，氣體從肺部呼出體外; 當肺部的壓強較低時，氣體從體外吸進肺部。

### 免疫機能
呼吸道的上皮細胞會分泌許多可以保護肺部的物質，包括分泌型免疫球蛋白（IgA）、胶原凝集素（包括表面活性剂A和D）、防御素、肽和蛋白酶，活性氧和活性氮等都是由上皮細胞產生的。這些分泌物可以做為抗菌劑，使呼吸道不會受到感染。呼吸道的上皮細胞也會分泌趋化因子及细胞因子，使得傳統的免疫細胞可以到受感染的部位。
呼吸系統中大部份都包覆了由粘膜組成的淋巴样组织，會产生像淋巴細胞等白細胞。

### 肺的代謝和內分泌機能
肺部除了進行氣體交換外，也有許多代謝和內分泌上的機能。肺部會產生表面活性剂，也有可以溶解肺血管血栓的纤维蛋白溶解系统。肺部會分泌許多物質，由動脈送到全身，也會從去除血管中的一些物質。在血液循環時，前列腺素會減少甚至消失，但當肺組織伸展時，肺部會合成前列腺素，釋放到血液中。
肺部也會活化一種激素，在肺部循環中將無生理活性的十肽血管紧张素I轉換成可以提高血壓及刺激醛固酮的八肽血管紧张素II。其他組織也會活化此激素，但主要是由肺部活化。在肺的上皮細胞表面含有大量可以活化激素的血管紧张素Ⅰ转化酶，這種酶也會使得缓激肽失去活性。血液經過肺部毛細管的時間少於1秒，但單次行程就可以讓70%通過毛細管的血管紧张素I轉換為血管紧张素II。在肺部内皮细胞的表面已識別到有其他的四肽成份。

### 溫度調節
狗、貓及一些動物會用喘氣或是身體其他部位（如貓的肉墊）來調節體溫，身體的自然反應形成一種冷卻的機制。

## 呼吸系統疾病
呼吸系統疾病可以分為以下的幾種：
- 阻塞性疾病：如慢性阻塞性肺病、支气管炎、哮喘等。
- 限制性疾病：如囊腫性纖維化、结节病、弥漫性肺泡损伤（英语：Diffuse alveolar damage）、肺積水等。
- 血管性疾病：如肺水肿、肺栓塞、肺动脉高血压等。
- 感染、環境或其他疾病：如肺炎、結核、石棉沉滞症、上呼吸道感染等。

咳嗽是呼吸系統自我保護的重要機制之一，可以去除肺中的灰塵、粘液，口水等異物。若無法咳嗽可能會導致感染。深呼吸的練習有助於清除肺部中的異物。
由於呼吸道的表面積大，暴露在微生物中，因此呼吸系統會有許多機能保護自己，也避免病原進入體內中。
呼吸系統疾病一般會由內科中的胸腔醫師、呼吸治療師以及心肺物理治療師來治療。

## 呼吸系統手術
- 氣管切開術